# Кроуфорд, Фрэнсис Марион
Фрэнсис Марион Кроуфорд (англ. Francis Marion Crawford; ранее была принята транслитерация Крафорд; 2 августа 1854, Баньи-ди-Лукка, Тоскана — 9 апреля 1909, Сорренто, Кампания) — плодовитый американский беллетрист, сын скульптора Томаса Кроуфорда. Племянник Джулии Уорд Хау, автора «Боевого гимна Республики».

## Биография
Родился в Италии, воспитывался в Англии и много лет жил безвыездно в Риме.
Марион окончил школу Св. Павла, в Нью-Гэмпшире, северо-восток Соединенных Штатов. После чего продолжил своё обучение в Гарварде, затем в Кембридже, Гейдельберге и Риме. Заинтересовавшись санскритом, он отправился в Индию, где занимался редакцией «The Indian Herald» в Аллахабаде. Но вскоре Кроуфорд вернулся в Америку, где в течение года продолжил занятия санскритом, с профессором Гарварда Ланманом. К тому же времени относится написание его первого романа «Г-н Айзек: История современной Индии» (Mr. Isaacs: A Tale of Modern India), опубликованного в 1882 году. Это издание очень быстро стало популярным, и за ним последовали новые работы. Пребывание в Индии благотворно сказалось на творчестве писателя. Вернувшись в Италию в 1883. В октябре следующего года он женился на мисс Бердан, дочери прусского графа. После чего, большую часть жизни Марион провел в Сорренто.

## Литературная деятельность
Из его романов в своё время пользовались известностью «Zoroaster», «Mr. Isaac», «Dr. Claudius», «A roman Singer», «Marzio’s Crucifix», «Paul Patoff», «With the immortals».
Мери Кроуфорд внимательно следила за началом карьеры младшего брата, этот период нашел отражение в её автобиографичной книге «Воспоминания жены дипломата; Дальнейшие воспоминания жены дипломата в разных странах» (Reminiscences of a diplomatist’s wife; further reminiscences of a diplomatist’s wife in many lands. 1912). Марион зачитывал главы своих книг близким и знакомым. Мери очень нравилось слушать его голос, она характеризует его как «глубокий и чистый, сбалансированные фразы такие звучные и сдержанные».
По мнению ЭСБЕ, автору свойственно уменье художественно изображать красоты природы и рамки жизни вообще, но характеры его вполне условны, события лишены правдоподобности, искусственная мораль вредит психологической правде.

## Список публикаций
- Mr. Isaacs: A Tale of Modern India. (1882)
- Dr. Claudius: A True Story. (1883)
- A Roman Singer. 2 vol. (1884)
- To Leeward. 2 vol. (1884)
- An American Politician. 2 vol. (1884)
- Zoroaster. 2 vol. (1885)[3]
- A Tale of a Lonely Parish. 2 vol. (1886)
- Paul Patoff. 3 vol. (1887)
- Saracinesca. 3 vol. (1887)
- Marzio’s Crucifix. 2 vol. (1887)
- With the Immortals. 2 vol. (1888)
- Greifenstein: A Novel. 3 vol. (1889)
- Sant' Ilario: A Novel. 3 vol. (1889)
- A Cigarette-Maker’s Romance. 2 vol. (1890)
- The Witch of Prague. 3 vol. (1891)
- Khaled: A Tale of Arabia. 2 vol. (1891)
- The Three Fates. 3 vol. (1892)
- Pietro Ghisleri. 3 vol. (1893)
- Marion Darche: A Story without Comment. 2 vol. (1893)
- The Children of the King: A Tale of Southern Italy. 2 vol. (1893)
- Katharine Lauderdale: A Novel. 3 vol. (1894)
- Don Orsino. 3 vol. (1894)
- Love in Idleness: A Bar Harbour Tale. (1894)
- The Upper Berth. (1894)
- Casa Braccio. 2 vol. (1895)
- The Ralstons. 2 vol. (1895)
- Taquisara. 2 vol. (1896)
- Adam Johnstone’s Son. (1896)
- Corleone: A Tale of Sicily. 2 vol. (1897)
- A Rose of Yesterday. (1897)
- Via Crucis: A Romance of the Second Crusade. (1899)
- In the Palace of the King: A Love Story of Old Madrid. (1900)
- Marietta: A Maid of Venice. (1901)
- Cecilia: A Story of Modern Rome. (1902)